# 토비전

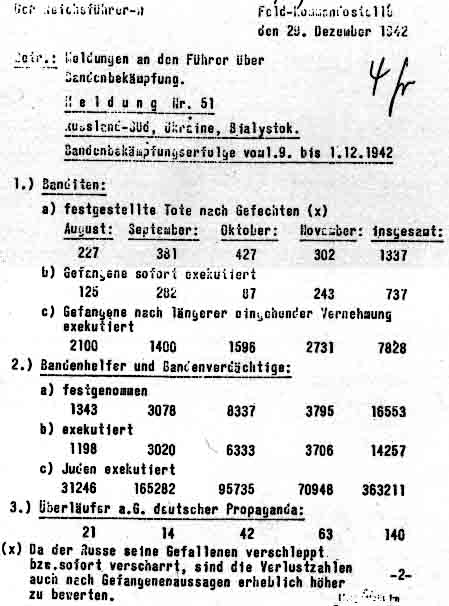
하인리히 힘러의 1942년 10월 1일자 보고서 51번. 남러시아와 우크라이나에서 “비적들”과 유대인들을 살해한 통계를 보여준다.

토비전(討匪戰, 독일어: Bandenbekämpfung 반덴베켐풍[*])은 제2차 세계대전 당시 나치 독일에서 대분란전을 일컬은 명칭이다.
나치의 토비전의 중요한 특징은, 당시에 이미 확립되어 있던 전시국제법을 무시하고, 무장 유격대에서 민간인에 이르는 모든 집단을 “비적(bandit)”으로 취급하여 살해하는 것이었다. 그래서 2차대전에서 후방 토비전은 독일의 인도에 반하는 죄의 중요한 부분을 구성했다.

## 같이 보기
- 국방군 무오설